# Université de la Grande Région
 (novembre 2024).
L'université de la Grande Région (UniGR) est une association transfrontalière de sept universités de la Grande Région, à savoir :
- l'université de Liège ;
- l'université de Lorraine ;
- l'université du Luxembourg ;
- l'université technique de Kaiserslautern ;
- l'université de la Sarre ;
- l'université de Trèves ;
- la Hochschule für Technik und Wirtschaft des Saarlandes (htw saar) (partenaire associé).

## Objectifs
L’université de la Grande Région a pour but de créer un espace d’enseignement et de recherche transfrontalier au sein de la Grande Région. La coopération entre les établissements d'enseignement supérieur partenaires s’étend aux domaines de l’enseignement, de la recherche et de l’innovation. L’UniGR a pour objectifs l’encouragement à de mobilité transfrontalière des étudiants et du personnel, le développement et la création d'offres de formation communes ainsi que le renforcement des spécialités de recherche commune.
Le plan stratégique actuel de l'UniGR prévoit la création d'une université européenne modèle dans la Grande Région. Dans les domaines de l'enseignement et de la formation, l’UniGR vise notamment l'introduction de la carte européenne étudiante, ainsi que la synchronisation progressive des calendriers académiques des universités partenaires - par exemple à travers une période de mobilité commune. Dans l’axe recherche, il est prévu de créer des « centres de compétences interdisciplinaires européens » permettant de combiner les capacités de recherche des universités partenaires. En outre, l'université de la Grande Région vise à utiliser son expertise en matière de coopération transfrontalière pour soutenir les acteurs politiques et socio-économiques de la Grande Région dans les questions de développement régional. D’après le plan stratégique, la coopération avec d'autres partenaires européens et internationaux de l'enseignement supérieur et de la recherche sera également intensifiée.

## Historique (Projet Interreg)
Avant même la création de l'Université de la Grande Région, les débuts d’une coopération entre les universités partenaires prenaient forme dans le cadre de la Charte universitaire de coopération pour l'enseignement supérieur Saar-Lor-Lux-Rhénanie-Palatinat, fondée en 1984. Cette charte regroupait alors onze universités de la Grande Région, dont les partenaires de l’UniGR et les Hochschulen de Kaiserslautern et de Trèves, l'université de Namur et l'École nationale supérieure d'architecture de Nancy.
En 2008, l'Université de la Grande Région a été créée dans le cadre du projet Interreg IV A (octobre 2008-avril 2013) avec les partenaires suivants : l’université de Liège, l’université du Luxembourg, l’université de Lorraine (à l’époque l'université Paul Verlaine et l’université de Nancy) et l’université de la Sarre. En août 2010, l'université de Trèves et la Technische Universität Kaiserslautern ont également rejoint le projet. En 2013, les six universités ont décidé de poursuivre la coopération débutée dans le cadre du projet Interreg et fondent une structure juridique visant à créer un groupement pérenne des Universités Partenaires en 2015.

## Structure et organes
Le Conseil d'administration de l'université de la Grande Région adopte la stratégie du réseau ainsi que le budget annuel et élit le Président de l'UniGR ainsi que le vice-président. Le Conseil est composé des recteurs/présidents des universités partenaires. Il est soutenu dans ses décisions par le Comité de coordination composé de vice-recteurs et vice-présidents des universités partenaires. Le conseil consultatif des étudiants et des doctorants participe également au processus décisionnel. Les acteurs de la politique régionale et nationale de la Grande Région sont représentés au sein du Conseil consultatif politique. Dans chaque université partenaire, les correspondant.e.s UniGR ont pour mission la mise en œuvre des activités et stratégies UniGR dans leurs universités respectives.

## Études
Cursus d'études intégrés
L'UniGR propose un total de 30 cursus transfrontaliers qui intègrent diverses formes de mobilité dans le programme d'études. L'université de la Grande Région a pour objectif de continuer à élargir cette offre de programmes. Ainsi, le Master trinational en Border Studies, lancé en 2017,est organisé conjointement par quatre universités (Université de Lorraine, Université du Luxembourg, Technische Universität Kaiserslautern et Université de la Sarre). 
Statut étudiant UniGR
Les étudiants des universités membres peuvent profiter du statut d'étudiant de l'UniGR pour suivre des cours de l’autre côté de la frontière avec reconnaissance de dix crédits ECTS (max) par semestre. Ce statut d'étudiant permet également de bénéficier des services des bibliothèques et des restaurants universitaires des partenaires.
Fonds de mobilité
L'Université de Liège, l'Université de Lorraine, l'Université du Luxembourg et l'Université de la Sarre offrent à leurs étudiants et doctorants un soutien financier pour leurs déplacements en Grande Région, grâce à la mise en place d’un fonds de mobilité.
Doctorat UniGR
Les universités partenaires de l'UniGR offrent à leurs doctorants la possibilité d’intégrer une dimension internationale à leur doctorat, au-delà même d'une cotutelle de thèse. À cet effet, le "Doctorat européen de l'Université de la Grande Région", a été créé en 2013. L'une des conditions d'obtention du label de doctorat de l'UniGR est d’avoir effectué un séjour de recherche d’au moins six mois au sein d’une autre université de l'UniGR.
Compétences transversales
Les doctorants de l'Université de la Grande Région ont la possibilité de participer à des formations aux compétences transversales, auprès des universités de l'UniGR. 
École doctorale transfrontalière LOGOS
Depuis 2005, Logos organise tous les ans les Journées doctorales transfrontalières destinées aux doctorant.e.s en sciences humaines et sociales.

## Recherche
Centres de compétences interdisciplinaires européens
L’UniGR développe son profil international en se concentrant sur des domaines ciblés pour répondre à certains défis territoriaux et sociétaux de la Grande Région. Cette spécialisation se caractérise sous la forme de « Centres de compétences interdisciplinaires » qui réunissent les forces des universités partenaires. Le premier centre de compétences a été fondé en 2014 dans le domaine des études sur les régions frontalières (UniGR-Center for Border Studies). Le centre interdisciplinaire UniGR CIRKLA - Métaux et matériaux dans une économie circulaire, qui se consacre aux différentes facettes de l'économie circulaire, a été fondé en 2020. 
Financement de manifestations scientifiques
L'Université de la Grande Région soutient financièrement les manifestations scientifiques transfrontalières des chercheurs des sept universités partenaires dans les domaines des études frontalières (Border Studies), de l'économie circulaire et de la science des matériaux.
Fonds d’amorçage
L'Université de Liège, l'Université de Lorraine, l'Université du Luxembourg et l'Université de la Sarre offrent un soutien financier à leurs chercheurs et chercheuses pour la création ou le maintien de réseaux avec des collègues des universités partenaires.

## Liens web
- Site internet de l'Université de la Grande Région

## Liste des références
1. ↑  « L’Université de la Grande Région ouvre des opportunités transfrontalières pour étudiants et chercheurs-Projets », sur ec.europa.eu (consulté le 16 juillet 2021)
2. ↑  (de) « Die Universität der Großregion bietet Studenten und wissenschaftlichen Mitarbeitern grenzüberschreitende Möglichkeiten-Projekte », sur ec.europa.eu (consulté le 16 juillet 2021)
3. ↑  « Plan stratégique de l’UniGR 2020 — Grande Region », sur www.granderegion.net (consulté le 16 juillet 2021)
4. ↑  « Politiques régionales et établissements ESR en GR — Grande Region », sur www.granderegion.net (consulté le 16 juillet 2021)
5. ↑  (de) Volksfreund, « Zusammenarbeit erwünscht », sur Volksfreund, 18 avril 2008 (consulté le 16 juillet 2021)
6. ↑  (de) « Rapport d'activité de l'Université technique de Kaiserslautern », sur Technische Universität Kaiserslautern, 2010 (consulté le 16 juillet 2021)
7. ↑  « Statut de l'Université de la Grande Région », sur Université de la Grande Région, 24 novembre 2015 (consulté le 16 juillet 2021)
8. ↑  (de) Saarbrücker Zeitung, « Saarbrücken: Universität der Großregion startet neuen Masterstudiengang », sur Saarbrücker Zeitung, 4 septembre 2017 (consulté le 16 juillet 2021)
9. ↑  Université de la Grande Région, « Guide de la mobilité du statut étudiant UniGR », sur Université de la Grande Région, 2013 (consulté le 16 juillet 2021)
10. ↑  « Fonds de mobilité | uni-gr.eu », sur www.uni-gr.eu (consulté le 16 juillet 2021)
11. ↑  Université de la Grande Région, « Conditions à remplir pour l’attribution du Label de Doctorat Européen du groupement «Université de la Grande Région» », sur Université de la Grande Région (consulté le 16 juillet 2021)
12. ↑  « Compétences transversales | uni-gr.eu », sur www.uni-gr.eu (consulté le 16 juillet 2021)
13. ↑  « | Border Studies », sur cbs.uni-gr.eu (consulté le 16 juillet 2021)
14. ↑  « UniGR-CIRKLA | uni-gr.eu », sur www.uni-gr.eu (consulté le 16 juillet 2021)
15. ↑  « Fonds d'amorçage | uni-gr.eu », sur www.uni-gr.eu (consulté le 16 juillet 2021)